# Лорин Хил
Лорин Хил (Lauryn Noelle Hill; родена на 26 май 1975 г.) е американска певица, рапър и китаристка.
Била е част от хип-хоп групата Fugees; през 1998 г. издава своя дебютен албум The Miseducation of Lauryn Hill, продадени са над осамнадесет милиона копия. Критиката оценява този албум като един от най-добрите за всички времена. Благодарение на този албум Лорин Хил е първата жена, която през 1999 г. получава пет награди Грами само за една вечер. След успеха Lauryn Hill се оттегля от музикалната сцена, като заявява, че не обича обстановката на шоу бизнеса и предпочита да се отдаде на шестте си деца, заедно с мъжа си Роан Марли, син на Боб Марли.

## Биография
Лорин Хил е родена на 25 май 1975 г. в Ню Джърси. Била е актриса, Участвала е в различни телефилми и впоследствие получава роля във филма Sister Act 2 с Упи Голдбърг. Във филма тя играе Рита Уотсън – студентка, която обича да пее и благодарение на филма се забелязва музикалният ѝ талант. От 1996 г. е обвързана с Роан Марли, от когото има 5 деца от общо 6. Общи приятели на двамата казват, че двойката е решила да се раздели. От 2004 г. Лорин живее с всичките си децата в къщата в Маями Бийч, докато Роан остава в Ню Джърси. Песента „To Zion“ от албума The Miseducation Of Lauryn Hill е посветена на първородния ѝ син.

## Fugees
Заедно с Прас Мичъл и Уайклеф Жан сформират хип-хоп групата Фюджийс. Те постигат световен успех с албума им The Score, най-вече с кавъра им на песента на Роберта Флек – Killing me softly от 1973. Продажбите достигат до 18 милиона копия в целия свят. В края на турнето Хил ражда син – Зайън. През 1997 г. Fugees се разпадат. Хил започва солова кариера, a Уайклеф става продуцент.

## Солова кариера
През 1998 г. Хил издава първия си албум като соло изпълнител – The Miseducation of Lauryn Hill. Албумът е с различни стилове – хип-хоп, соул, R&B и реге. Продадени са над 18 милиона копия и се счита се за един от първите опити за нео соул, но, въпреки че това е първият албум в този стил, се радва на голям пазарен успех. Песента „Doop-woop (that thing)“ достига първо място в американската класация Billboard Hot 100. Вследствие Хил получава различни награди и признания, сред които 5 награди Грами през 1999 г.

## MTV Unplugged No. 2.0
След раждането на Села Луиз, Лорин Хил издава албума MTV Unplugged No. 2.0. Албумът е записан юли 2001 г. в студиото на MTV. Продажбите на този албум са почти милион и половина копия.

## Събирането на Fugees
През 2004 г. след като всеки е имал собствен соло проект, членовете на Fugees се събират и работят върху нов албум. Песента Take It Easy е пусната в интернет, а след това записана като сингъл. Критиците не са очаровани, но въпреки това, групата не губи надежда и тръгва на европейско турне.

## Дискография
- 1998 – The Miseducation of Lauryn Hill
- 2002 – MTV Unplugged No. 2.0
- 2009 – Call me Ms. Hill

## Сингли
| Година | Име                                         | Позиция в класацията | Позиция в класацията     | Позиция в класацията | Позиция в класацията | Албум                           |
| Година | Име                                         | Billboard Hot 100    | R&B/Hip-Hop Tracks chart | Rap Tracks chart     | UK Singles Chart     | Албум                           |
| ------ | ------------------------------------------- | -------------------- | ------------------------ | -------------------- | -------------------- | ------------------------------- |
| 1998   | „Can't Take My Eyes Off You“                | 35                   | 45                       | —                    | —                    | The Miseducation of Lauryn Hill |
| 1998   | „Deep In My Heart“                          | —                    | —                        | —                    | —                    | The Miseducation of Lauryn Hill |
| 1998   | „Doo Wop (That Thing)“                      | 1                    | 2                        | 1                    | 3                    | The Miseducation of Lauryn Hill |
| 1999   | „Lost Ones“                                 | 27                   | —                        | —                    | —                    | The Miseducation of Lauryn Hill |
| 1999   | „Ex-Factor“                                 | 21                   | 7                        | —                    | 4                    | The Miseducation of Lauryn Hill |
| 1999   | „Everything Is Everything“                  | 35                   | 14                       | —                    | 19                   | The Miseducation of Lauryn Hill |
| 1999   | „To Zion“                                   | —                    | 77                       | —                    | —                    | The Miseducation of Lauryn Hill |
| 1999   | „Nothing Even Matters“ (featuring D'Angelo) | 105                  | 25                       | —                    | —                    | The Miseducation of Lauryn Hill |